# Chris Simpson
Chris Simpson (* 30. März 1987 in Guernsey) ist ein ehemaliger englischer Squashspieler.

## Karriere
Chris Simpson war ab 2005 auf der PSA World Tour aktiv und gewann auf dieser zehn Titel. Seine beste Platzierung in der Weltrangliste erreichte er im April 2014 mit Rang 20. Bei der Weltmeisterschaft 2012 zog er bis ins Achtelfinale ein, nachdem er in der zweiten Runde den an Position neun gesetzten Laurens Jan Anjema mit 11:4, 8:11, 11:7, 0:11 und 11:9 besiegt hatte. Elfmal stand er im Hauptfeld der Weltmeisterschaft. 2015 stand er für die Europameisterschaft erstmals im Kader der englischen Nationalmannschaft und wurde mit dieser Vizeeuropameister. Im Jahr darauf stand Simpson beim Titelgewinn erneut im Kader. 2019 beendete er seine Karriere.
Er ist seit 2013 verheiratet, 2017 bekamen er und seine Frau einen Sohn.

## Erfolge
- Europameister mit der Mannschaft: 2016
- Gewonnene PSA-Titel: 10